# Sinapowo
Sinapowo (bułg. Синапово) – wieś w południowej Bułgarii, w obwodzie Chaskowo, w gminie Topołowgrad.